# 振兴街道 (西安市)
振兴街道，是中华人民共和国陕西省西安市閻良區下辖的一个乡镇级行政单位。

## 行政区划
振兴街道下辖以下地区：
皇冠社区、郑家村、聚宝村、民合村、新农村、清河村、慕郑村、官刘村、谭家村、万先村、新来村、红荆村、昌平村和坡底村。